# Хождение по канату
Хожде́ние по кана́ту — наиболее распространённая разновидность цирковой эквилибристики. Эквилибристы могут пересекать на канате водопады и пропасти (в XIX веке этим прославился Шарль Блонден), а могут ездить по канату на велосипеде, иногда на весьма значительные дистанции (мировой рекорд принадлежит американцу Нику Валленда).

## Разновидности
- Натянутый канат — жёстко натянутый трос, обычно около 1 см в диаметре. Часто используются дополнительные предметы для нахождения баланса (зонтик, веер, шест и т. п.). Как правило, выступления на натянутом канате включают в себя акробатику или жонглирование.
- Высокий канат — то же самое, только трос натянут на высоте более пяти метров. Разновидность — «небесное хождение», когда длинный трос натянут между высотными зданиями, скальными вершинами. Часто прохождение используется, как промоакция к предстоящему выступлению цирка.
- Свободная проволока — обычно тонкая проволока или верёвка (3—6 мм), натянутая свободно. Отличие от натянутого каната в том, что вместо того, чтобы держать центр тяжести тела над канатом, здесь артист должен ногами подводить свободную проволоку под свой центр тяжести.
- Хождение по ленте (slackline) — вместо верёвки используется натянутая стропа, шириной 2,5—6 см, по которой часто ходят босиком[источник не указан 1504 дня].

## Известные канатоходцы
- Рабадан Абакаров
- Владимир Волжанский
- Фёдор Фёдорович Молодцов
- Жан-Франсуа Блонден
- Филипп Пети
- Ник Валленда